# Sturmscharführer

Patki kołnierzowe SS-Sturmscharführera

Sturmscharführer – najstarszy podoficerski stopień paramilitarny w SS, który odpowiadał stopniowi Stabsfeldwebel w Wehrmachcie. Na patkach Sturmscharführera były dwa romby i dwie belki, natomiast na pagonie były trzy romby ustawione w piramidę i obwiedzione białym pasmem. Jego odpowiednikiem w SA był SA-Haupttruppführer.